# Gospodarka Rumunii
Rumunia jest krajem wolnorynkowym z gospodarką rolniczo-przemysłową, która podobnie jak inne państwa bloku wschodniego przeszła transformację z gospodarki planowanej do wolnorynkowej. Gospodarka Rumunii zajmuje 49. miejsce na świecie pod względem PKB (liczonego według PSN) na świecie.
Od 2007 roku wraz z Bułgarią Rumunia przystąpiła do UE, której jest jednym z najuboższych członków. Oficjalny środek płatniczy to lej dzielący się na 100 bani.

## Historia
Po I wojnie światowej przeprowadzenie radykalnej reformy rolnej i zatwierdzenie nowej konstytucji w 1923 roku stworzyło podstawy nowego demokratycznego państwa i pozwoliło na szybki wzrost gospodarczy. Rumunia w 1937 z produkcją ropy naftowej na poziomie 7,2 mln ton była drugim wydobywcą tego surowca w Europie i siódmym na świecie. W 1938 dochód narodowy na osobę wynosił 94 $ i był większy niż w wielu krajach Europy obecnie zamożniejszych. Dla porównania w 1938 dochód narodowy w Portugalii to 81 $, a Grecji 76 $.
Po II wojnie światowej Rumunia znalazła się w radzieckiej strefie wpływów. Przeprowadzono nacjonalizację firm oraz industrializację. Rozwinięto na ogromną skalę przemysł ciężki, zwłaszcza hutnictwo stali, którego zdolności produkcyjne przekraczały wielokrotnie zapotrzebowania kraju.
Wzrost gospodarczy lat 70. był napędzany podobnie jak w Polsce przez kredyty zagraniczne, co zwiększyło w znacznym stopniu zadłużenie państwa. Kredyt spłacano ogromnym wysiłkiem głównie w latach 80. kosztem obniżenia standardów życia społeczeństwa rumuńskiego. W celu ograniczenia długu zatrzymano inwestycje, co skutkowało stagnacją gospodarczą. Przeinwestowanie przemysłu ciężkiego i niedoinwestowanie lekkiego powodowało braki podstawowych dóbr konsumenckich. Na takie towary jak telewizor, samochód czy pralka czekać trzeba było wiele lat.
W 1989 r. Rumunia należała do najuboższych państw Europy i była 2. najbiedniejszym krajem dawnego RWPG (wyprzedzając jedynie zniszczony przez wojnę Wietnam).
W 1989 przywódca Rumuńskiej Partii Komunistycznej i faktyczny dyktator Nicolae Ceaușescu został obalony i rozstrzelany, co zakończyło okres rządów komunistycznych w Rumunii.
Lata 90. były okresem transformacji z gospodarki nakazowo-rozdzielczej do wolnorynkowej i prywatyzacji przemysłu. W 2005 zdenominowano lej – oficjalną walutę kraju w proporcji 10 000 do 1. 2015 był planowaną datą przyjęcia euro.
| Rok  | Wzrost gospodarczy |
| ---- | ------------------ |
| 2009 | -5,5%              |
| 2010 | -5,7%              |
| 2011 | 2,0%               |
| 2012 | 2,1%               |
| 2013 | 3,5%               |
| 2014 | 3,4%               |
| 2015 | 3,9%               |
| 2016 | 4,8%               |
| 2017 | 7,1%               |
| 2018 | 4,4%               |
| 2019 | 4,1%               |

## Rolnictwo

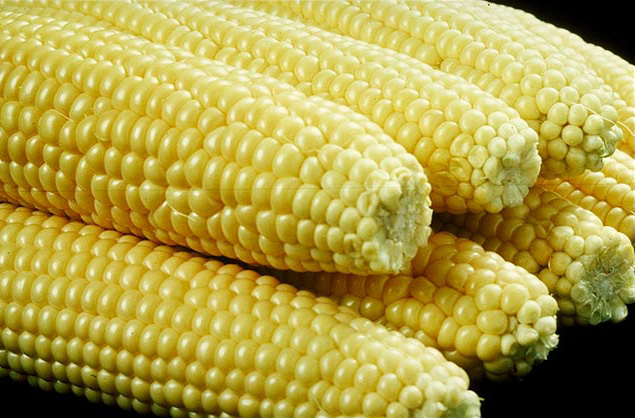
Kukurydza to jeden z głównych produktów rolniczych Rumunii

Rumunia należy do krajów, gdzie rolnictwo odgrywa nadal duże znaczenie w gospodarce i zatrudnia prawie 30% siły roboczej.
Odznacza się niskim zmechanizowaniem, a zużycie nawozów sztucznych należy do najmniejszych w Europie.
Zużywa się jedynie 31,8 kg nawozów sztucznych na 1 ha użytków rolnych. Dla porównania Polska zużywa 102,4 kg, a Niemcy 148,4 kg.
Użytki rolne zajmują 63,1% powierzchni kraju.
Uprawia się głównie kukurydzę (1,3% udziału w światowych zbiorach, 3. miejsce w Europie), pszenicę (0,9% w światowych zbiorach), żyto, jęczmień (0,6% udziału w światowych zbiorach), buraki cukrowe, ziemniaki (1,3% udziału w światowych zbiorach), konopie, tytoń, paprykę, bakłażany, groch, fasolę, pomidory. Hoduje się bydło (1% udziału w światowej produkcji mleka krowiego), trzodę chlewną (0,7% udziału w hodowli trzody chlewnej na świecie), owce, drób (0,6% udziału w światowej produkcji jaj kurzych). Słabo rozwinęło się leśnictwo.
Pozyskuje się jedynie 11,5 hm³ drewna (dla porównania kilkakrotnie mniejsza Słowacja pozyskuje 9 hm³ drewna). Rybołówstwo skupione jest głównie na wybrzeżu.

## Surowce naturalne
Na terenie Rumunii znajdują się różnorodne i dość zasobne złoża surowców naturalnych.
Wydobywa się przede wszystkim ropę naftową w rejonach Ploeszti i Pitești. Krajowe wydobycie zaspokaja połowę zapotrzebowania na ten surowiec. Złoża są już w dużym stopniu wyczerpane, lecz nadal jedne z największych w Europie. W Rumunii wydobywa się również gaz ziemny, który zaspokaja 70% potrzeb rumuńskiej gospodarki, jednak jego rezerwy są mniejsze i wynoszą jedynie 63 mld m³. Eksploatuje się węgiel (35,4 mln ton, 18. miejsce na świecie),
rudę żelaza (300 000 ton w 2005 r.), cynk (28. miejsce na świecie), ołów, miedź, mangan (14. największy producent na świecie, 2. w Europie), złoto, srebro, fluoryt (15 tys. ton w 2006, 14. miejsce na świecie), w licznych kamieniołomach pozyskuje się bazalt, marmur, wapień, granit.

## Przemysł

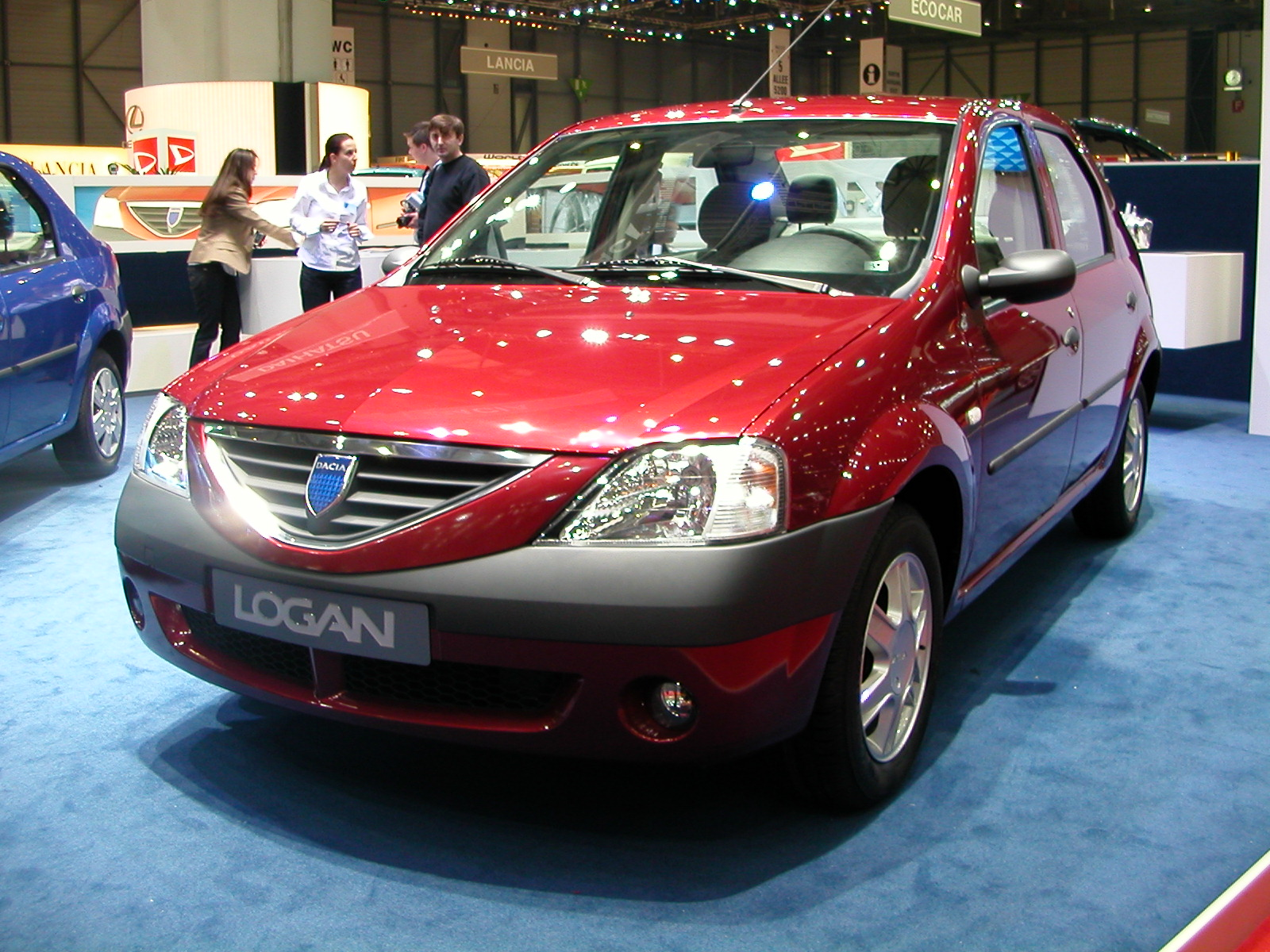
Dacia Logan

Rozwinięty jest przemysł motoryzacyjny (241 tys. aut wyprodukowanych w 2007, 31. miejsce na świecie), petrochemiczny, spożywczy, włókienniczy oraz hutnictwo. Swoje zakłady produkcyjne mają tu ARO (zakład w Câmpulung), Dacia (zakład w Mioveni), Ford (fabryka w Krajowej, dawniej należąca do Daewoo i Oltcit), Roman (fabryka w Braszowie) oraz Rocar (fabryka w Bukareszcie).
Liczne rafinerie (dokładnie 10) są pozostałością po polityce władz socjalistycznej Rumunii.
Rumunia wydobywa dziennie 112 400 baryłek ropy naftowej, a jej rafinerie są w stanie przetworzyć 504 000 baryłek dziennie. Zdolności przetwórcze przewyższają wydobycie ponad 4-krotnie. Kraj ma największy potencjał przetwórczy w regionie, dlatego też jest zainteresowany powstaniem ewentualnych ropociągów i ma w interesie utrzymanie silnych stosunków z krajami Zatoki Perskiej.
W 2008 wyprodukowano 5 mln ton stali (co stawia Rumunię na 26. miejscu wśród największych producentów stali na świecie).
Znaczące jest też hutnictwo aluminium (283 000 ton – 22. miejsce na świecie w 2006), cynku (9600 ton w 2006, 28. miejsce na świecie).

## Energetyka

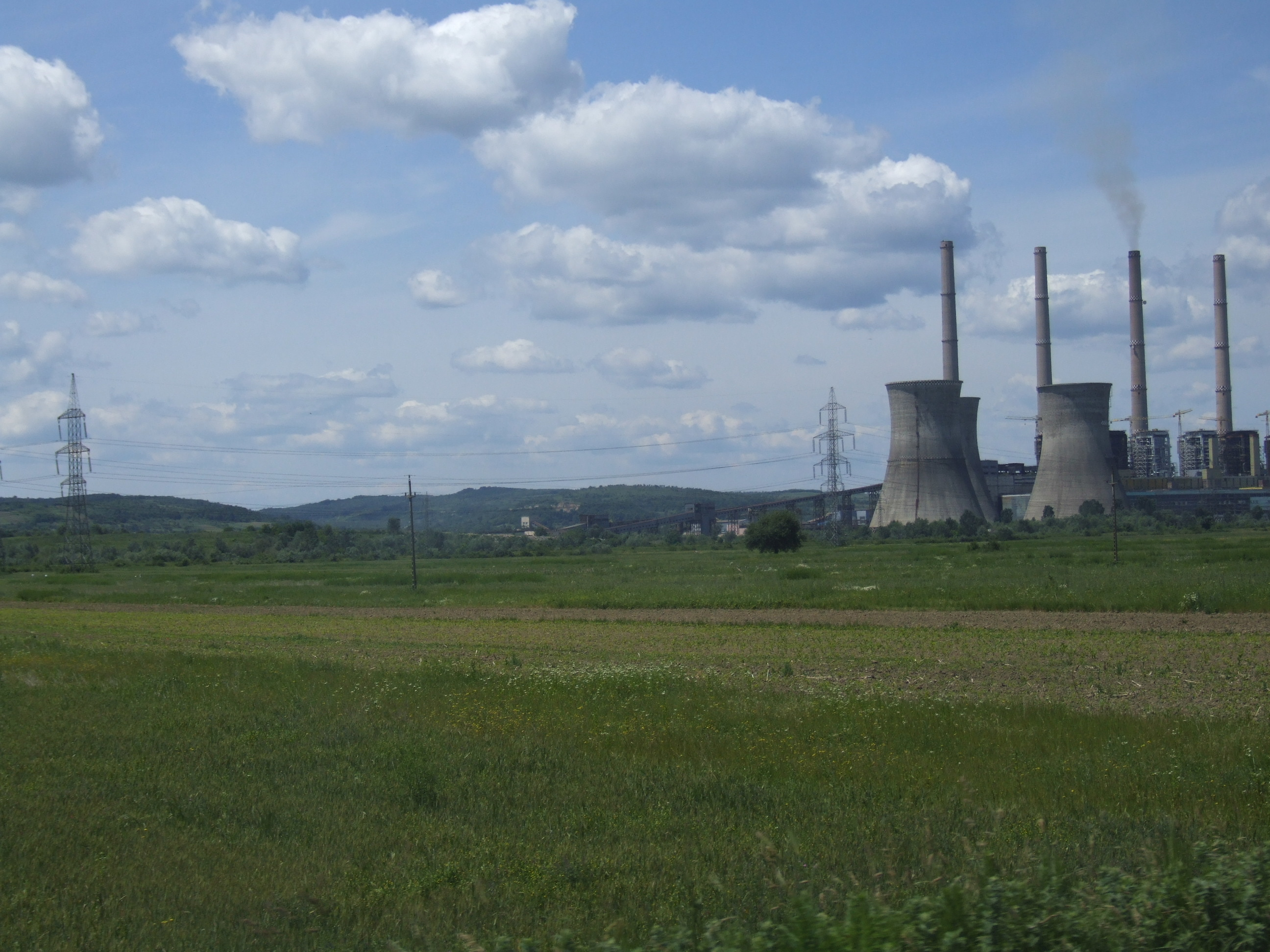
Największy producent energii elektrycznej w Rumunii – Elektrownia Turceni

Rumunia produkuje rocznie 62 mld kWh energii elektrycznej (stan na 2011). 13,1% energii pochodzi z jedynej w Rumunii elektrowni jądrowej w Cernavodă, 41,69% z elektrociepłowni na węgiel lub ropę naftową, natomiast 25,8% z hydroelektrowni (stan na 2007, czyt. przypis). Po oddaniu dwóch nowych reaktorów w Cernavodă w 2007 udział energii jądrowej zwiększył się i wynosi 18%. Kraj posiada nadwyżkę w produkcji prądu, która jest eksportowana.

## Turystyka

### Ruch turystyczny

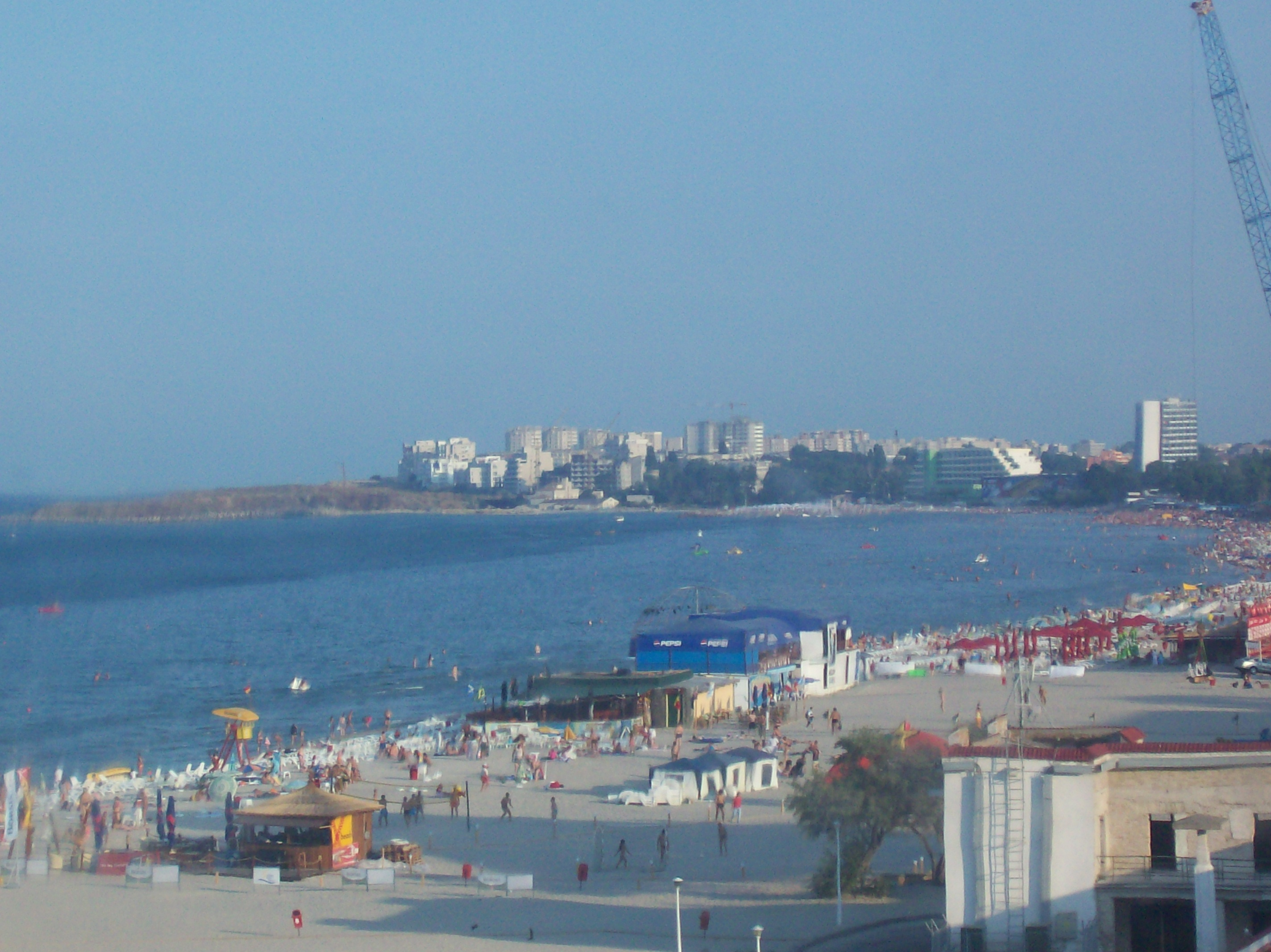
Plaża w Mamai – największym ośrodku wypoczynkowym w Rumunii

Pierwsi zagraniczni turyści pojawiali się w Rumunii w XIX wieku. Rozwój turystyki nastąpił jednak dopiero po II wojnie światowej. Wówczas to komunistyczne władze państwowe zaczęły realizować kompleksowy plan rozwoju turystyki na wybrzeżu Morza Czarnego. W 1950 zarejestrowano na terenie Rumuńskiej Republiki Ludowej 300 tys. zagranicznych turystów. W 1963 było już 3500 tys. Najwięcej turystów do Rumunii przybyło w 1987 – 5 142 tys. W latach 90. po upadku socjalizmu w krajach Europy środkowo-wschodniej, ruch turystyczny znacznie zmalał.
Turystyczne zagospodarowanie kraju jest bardzo nierównomierne. Około 1/3 miejsc noclegowych znajduje się na niewielkim obszarze wybrzeża. Stan ten jest konsekwencją polityki komunistycznych rządów w latach 70. Dość silnie rozwijanym obszarem związanym z turystyką, szczególnie w drugiej połowie lat siedemdziesiątych, są uzdrowiska. Rejony górskie mimo dość znacznego obszaru i wielu walorów są nadal słabo rozwijane.
Do Rumunii przybywają głównie turyści z krajów europejskich, w tym w większości z krajów sąsiadujących. Rumunia często jest odwiedzana przy okazji wizyt w krajach ościennych, głównie Bułgarii.

## Handel zagraniczny
Rumunia ma bardzo duży ujemny bilans handlowy, sięgający w 2019 roku ponad 19 mld $. Eksport w 2019 r. wynosił 59,75 mld $, a import 92,09 mld $. Głównym partnerem handlowym są Niemcy, duże udziały w handlu mają Włosi i Węgrzy. Eksportowane są głównie maszyny i urządzenia, buty i tekstylia, metale, minerały i paliwa, chemikalia, produkty rolnicze. W kontaktach handlowych z Polską Rumunia ponad dwukrotnie więcej importuje, niż eksportuje. Eksport towarów do Polski oszacowano na 2,725 mld $, a import z Polski 5,776 mld $.

## Transport

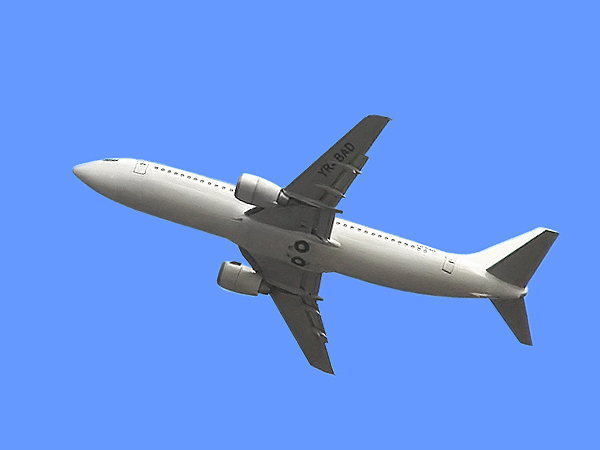
Rumuńskie tanie linie lotnicze Blue Air

Drogi w Rumunii należą do najgorszych w Europie, a długość sieci autostrad wynosi 748 km.
Dobrze rozwinięta jest kolej (10 789 km torów, w tym zelektryfikowanych 3,965 km).
Najważniejszymi portami morskimi są Braiła, Konstanca, Gałacz i Tulcza.
Najbardziej znaczące porty lotnicze to Bukareszt-Otopeni (lotnisko obsłużyło w 2008 ponad 5 mln pasażerów), Bukareszt-Băneasa (1,768 mln obsłużonych pasażerów w 2008) oraz Timișoara (prawie milion obsłużonych pasażerów w 2008).